# Afrikanische Straße (metropolitana di Berlino)
La stazione di Afrikanische Straße è una stazione della metropolitana di Berlino, sulla linea U6.

## Storia
La stazione di Afrikanische Straße fu progettata come parte del prolungamento della linea C (oggi U6) dall'allora capolinea di Seestraße a Kurt-Schumacher-Platz; tale tratta venne aperta all'esercizio il 3 maggio 1956.

## Interscambi
- Fermata autobus

### Esplicative
1. ↑  La numerazione delle linee metropolitane di Berlino venne introdotta nel 1966.

### Bibliografiche
1. ↑  Lemke e Poppel (1992), p. 61.
2. ↑  Lemke e Poppel (1992), p. 153.